# Turón (Mieres)
Turón es una parroquia del concejo de Mieres, en el Principado de Asturias, España. Se encuentra a 9,4 kilómetros de la capital del concejo, Mieres del Camino, y tiene una extensión de 25,3 km². 
La parroquia no tiene un núcleo principal de población sino varios núcleos de diferente tamaño diseminados por el valle, de los que La Cuadriella, La Felguera de Turón o La Veguina son los más poblados. Fue un lugar clave en la historia de la producción minera asturiana y ocupó un importante lugar  en Revolución de octubre de 1934, produciéndose además los hechos de los Mártires de Turón.

## Historia

### Neolítico
El Valle de Turón fue colonizado en algún momento del neolítico, como el resto del interior de Asturias. 
Es probable que se conserve alguno a lo largo del Valle pero sus restos siempre son muy discutibles.

### Cultura Castreña
Se desarrolla desde mediados del primer milenio antes de Cristo. Son varios los yacimientos que se conservan en Turón, la mayoría en la zona alta del Valle entre Villandio, Armiello y Urbiés. Ninguno ha sido excavado pero del Castro de la Xamonda (Urbiés) se afirmó que había aparecido una urna de piedra con cenizas y un ídolo antropomórfico que se vinculaba a una colección de los Padres Pasionistas de Mieres, pero cuyo rastro se perdió. Nada se sabe de la romanización de Turón y los habitantes de sus castros aunque debió de ser relevante teniendo en cuenta la proximidad de Ujo, núcleo romanizado. Tampoco hay constancia de la incorporación a la Edad Media del valle. Las únicas pistas de las que se dispone son toponímicas: nombres como Villandio o Villapendi remiten a posibles villas romanas que incluso pueden ser posteriores como pervivencia del pasado; otros nombres del lugar como Sesnendi remiten a posesores con nombres germánicos que pueden remontarse a la Alta Edad Media.

### Edad Media
Sobre la Edad Media se dispone de documentación de la iglesia ovetense que hace referencia al valle; las referencias más antiguas son del siglo IX. Estos documentos suelen ser donaciones y ventas. En documentos posteriores aparecen personajes del valle comprando tierras a la iglesia de San Salvador de Oviedo, mientras sus sucesores se las ceden en herencia (Suero Martínez, Teresia Martínez). En los siglos centrales de la Edad Media Turón forma parte de un territorio conocido como Somoza. Cuando se fundó en el siglo XII el conceyón de Lena, pasó a formar parte de él. 

### Edad Moderna
En la Edad Moderna existen más fuentes escritas para conocer la situación histórica de Turón: varios censos o padrones de moneda forera que permiten saber que la población hidalga de Turón se situaba entorno un 75% del total. También se dispone de archivos parroquiales conservados desde 1627. Todos estos datos permiten saber que Turón contaba con una importante densidad de población. De esta etapa se conservan restos de varias casonas (San Justo o La Güeria) y horreos.
En el siglo XVIII aparecen referencias de Turón en el Catastro del Marqués de la Ensenada.
Con la invasión Napoleónica los franceses llegan al Valle de Turón y lo ocupan. Se conserva alguna referencia semilegendaria de algún enfrentamiento armado. El diccionario geográfico de Madoz también aporta información sobre el Valle, fijando la población en 2.000 habitantes (incluyendo Urbiés) sobre mediados del siglo XIX.
A finales de este siglo comienzan a explotarse los recursos carboníferos del valle. 

### Industrialización

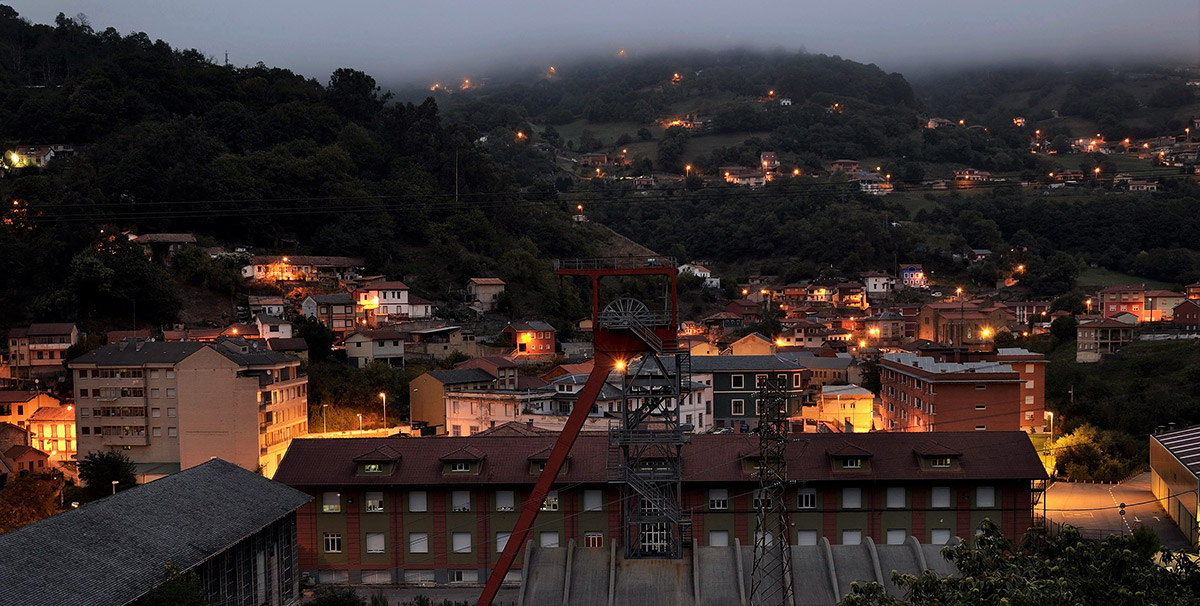
Pozo San José y La Veguina.

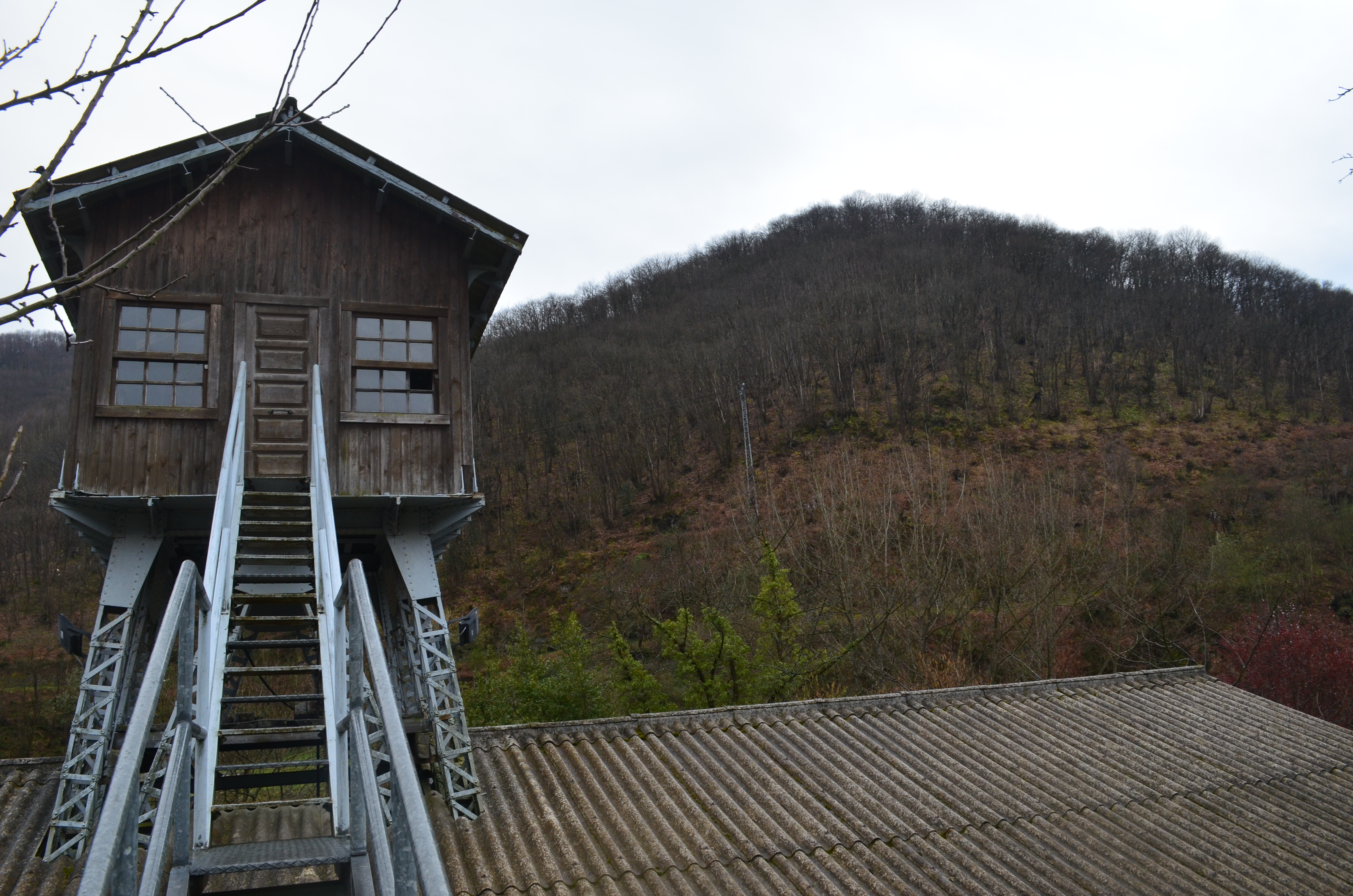
Museo Pozo Espinos.

Esta es sin duda la etapa más importante del Valle. A partir de esta época empieza a evolucionar de una forma asombrosa tanto a nivel económico como social, abriéndose camino y siendo uno de los núcleo obreros pioneros en la industrialización de España.
En este contexto destaca Turón, junto con los demás núcleos mineros de Asturias, en la Revolución de octubre de 1934 cuando los mineros toman las armas contra el gobierno radical-cedista de la II República. En aquel momento fueron asesinados ocho religiosos Hermanos de las Escuelas Cristianas [Hermanos de La Salle] del Colegio de Nuestra Señora de la Covadonga y  un sacerdote pasionista, quien era capellán del Colegio, conocidos posteriormente como los Mártires de Turón, y canonizados en 1999.

#### Panorámica Industrial y Urbana
Hasta el siglo XIX el Valle era similar a una aldea.
Sin embargo en la segunda mitad del siglo se empezaron a poner en marcha grandes empresas mineras que ven la importancia de los yacimientos de hulla y sus posibilidades para la industria siderúrgica. El primero en darse cuenta de esto fue Vicente Fernández Blanco, que explotó la concesión "Coto Paz de Figaredo"; después la familia langreana de los Ortiz hizo lo mismo con Mina Clavelina y finalmente en 1890 un grupo de siderúrgicos vascos funda Hulleras de Turón para beneficiarse de los extensos yacimientos que iban desde La Cuadriella hasta los montes de Urbiés. 
En el año 1926 llegó a contar con nueve pozos que producían hulla en todo el Valle: San Víctor, Santo Tomás, San Pedro, San José, San Francisco, Los Espinos, San Benigno, Podrizos y Santa Bárbara.
Entre 1950 y 1958 Hulleras de Turón atraviesa una etapa boyante. La producción de carbón va en aumento y en 1958 se da la mayor producción de hulla lavada de toda la historia, dentro del contexto de la autarquía franquista.
En 1967 Hulleras de Turón se integra en la empresa Hunosa, perteneciente al INI. Esta empresa había sido constituida para absorber un conjunto de empresas del sector del carbón deficitarias.

## Sociedad
La explosión demográfica del Valle fue espectacular, pasando en 70 años (1890-1960) de 2.000 a 20.000 habitantes. Durante esta época muchos fueron los que llegaron a Turón desde numerosas regiones españolas para buscar en las minas un trabajo estable. Con el cierre de la minería, Turón ha mermado enormemente su población, algunos se trasladaron a la villa de Mieres, pero la mayoría a Gijón y la costa asturiana y también a Oviedo.

### Arte, Cultura y Deporte
En su momento Turón dispuso de Banda de Música, Orfeón y de tres casinos.
Tras la Guerra Civil dispuso de una Polifónica, cuatro salas de cine y dos pistas de baile. Hoy en día Turón espera por el avance algunos proyectos culturales como el Pozo Santa Bárbara (declarado Bien de Interés Cultural, el Pozo San José o un ferrocarril turístico minero. El Pozo Espinos es el centro de interpretación de la actividad minera en Turón, museo del que parten numerosas rutas que recorrer el paisaje industrial del valle. Turón cuenta con un completo complejo deportivo dedicado al tenis "Ciudad del Tenis La Riquela", sede del Club de Tenis de Mieres. Numerosas asociaciones de vecinos luchan por mantener con vida el valle así como los servicios básicos como educación y sanidad.

## Demografía
La población actual es de 4410 habitantes (sadei 2008), muy inferior a la de hace algunos años, repartidos en los siguientes núcleos de población:
- Ablanedo (Ablaneo en asturiano) - deshabitado
- Argaxo - 4 hab.
- Armiello (Arnieḷḷo) - 31 hab.
- Arnizo - deshabitado
- Artoso (L’Artusu) - deshabitado
- Bárcena - 32 hab.
- La Berruga (La Verruga) - 4 hab.
- La Braña - deshabitado
- La Caba (La Cava) - 36 hab.
- La Cabana - 21 hab.
- La Cabritera - 4 hab.
- La Caleyina - 24 hab.
- Campo la Tabla (Quempulatabla) - deshabitado
- Canabatán (Carabatán) - 38 hab.
- El Candanal (Candanal) - 1 hab.
- Cantera de Repedroso (La Cantera de Repedroso) - 49 hab.
- Canto San Pedro (El Cantiquín) - 8 hab.
- Carcarosa - 71 hab.
- La Casillina (La Casiḷḷina) - 7 hab.
- Castañeri (Castañir) - deshabitado
- Castrillón (Castriḷḷón) - 10 hab.
- La Ceposa - 15 hab.
- El Collaón (El Coḷḷaón) - 10 hab.
- Los Corrales - deshabitado
- Cotarente - deshabitado
- La Crucina - 29 hab.
- La Cuadriella - 246 hab.
- Cuesta de Villabazal (La Cuesta Viḷḷabazal) - 57 hab.
- Cuesta del Lago (La Cuesta'l Llegu) - 105 hab.
- El Cueto (El Cuitu) - 39 hab.
- Enverniego - 18 hab.
- El Escobal (Escobal) - deshabitado
- La Faya - 9 hab.
- La Felguera - 377 hab.
- Follerón (El Foḷḷerón) - 11 hab.
- Fortuna - 13 hab.
- Fresnedo (Fresneo) - deshabitado
- La Fuente - 3 hab.
- La Fuentona (La Fontona) - deshabitado
- Fuexo de Abajo (Fuexo) - 3 hab.
- El Gabito (El Gabitu) - 11 hab.
- La Granja (La Granxa) - 1 hab.
- El Lago (El Llegu) - 201 hab.
- Linares (Ḷḷinares) - 40 hab.
- La Llama (La Ḷḷama) - 2 hab.
- Llana del Monte (La Yana'l Monte) - 68 hab.
- Llana Palacio (La Yana Palacio) - deshabitado
- Llanacedo (La Yanaceo) - deshabitado
- La Llera - 9 hab.
- Misiego - 35 hab.
- Ordaliego (L’Ordaliigu) - 1 hab.
- Pandel de Berruga (Pandel) - 28 hab.
- Pandiello (El Pandiiḷḷu) - 8 hab.
- Pervaca - 30 hab.
- Piedrafita - 12 hab.
- La Pila - 3 hab.
- El Pindal - 5 hab.
- Preximir (Presimir) - 25 hab.
- El Prubiz - 1 hab.
- La Pruvía - 27 hab.
- Puente Villandio (La Puente Viḷḷaño / La Puente Villandio) - 6 hab.
- La Rabaldana (La Rebaldana) - 38 hab.
- La Rasa - 4 hab.
- Reguera de Fuexo (La Reguera Fuexo) - 3 hab.
- El Reguerón - 12 hab.
- Repedroso - 65 hab.
- Requejo (El Riquixu) - 15 hab.
- La Roza - deshabitado
- Rozadiella (Rozadieḷḷa) - 21 hab.
- San Andrés (Santandrés) - 160 hab.
- El Rebollal-(dos viviendas)-4 habitantes.
- San Benigno (Samenino) - deshabitado
- San Francisco (La Ribaya / San Francisco ) - 784 hab.
- San José (Los Barracones) - 83 hab.
- San Justo (San Xusto) - 3 hab.
- San Pedro - 73 hab.
- Santo Tomás (Santu Tomás) - 38 hab.
- Sesnendi - 34 hab.
- Sobrepuenes - 1 hab.
- Tablado (Tablao) - 9 hab.
- La Tejera (La Teyera) - 6 hab.
- Trechorio (El Trichuru) - deshabitado
- Los Valles (Los Vaḷḷes) - 14 hab.
- La Veguina - 450 hab.
- Vera del Camino (La Vera'l Camín) - 35 hab.
- Las Viescas (Les Viesques) - 68 hab.
- Villabazal (Viḷḷabazal) - 192 hab.
- Villafría - 26 hab.
- Villandio (Viḷḷaño / Villandio) - 60 hab.
- Villapendi (Viḷḷapendi / Villapendi) - 167 hab.
- Vistalegre - 261 hab.

Villa Carrasco 3 hab
- El Xirru (El Siirru) - deshabitado
- Zulu-deshabitado.